# توني سوسيبتو
توني سوسيبتو (بالإندونيسية: Tony Sucipto) (12 فبراير 1986 بسورابايا في إندونيسيا - ) هو لاعب كرة قدم إندونيسي في مركز لاعب متعدد الاستخدامات. شارك مع منتخب إندونيسيا تحت 20 سنة لكرة القدم ومنتخب إندونيسيا تحت 23 سنة لكرة القدم ومنتخب إندونيسيا لكرة القدم. أما مع النوادي، فقد لعب مع برسيب باندونغ وبرسيجا جاكارتا ونادي سريويجايا.

## وصلات خارجية
- توني سوسيبتو على موقع قاعدة بيانات كرة القدم.إي يو (الإنجليزية)
- توني سوسيبتو على موقع Soccerway.com (الإنجليزية)